# Olmedo (Valladolid)
Olmedo ist eine Gemeinde 45 Kilometer südlich der Provinzhauptstadt Valladolid.

## Geographie
Sie liegt an der N-601. Diese 461 km lange Nationalstraße führt von Madrid über Adanero (Provinz Ávila), Valladolid und León  nach Gijón.
In Olmedo kreuzt die N-601 die CL-602. Die CL-602 führt zum einen 35 km Richtung Osten nach Cuéllar führt und dort an der Autobahn-Anschlussstelle Nr. 50 der A-601 (Autovía de Pinares) endet. Sie führt zum anderen von Olmedo 19 km Richtung Westen nach Medina del Campo, wo sie die Autobahn A-6 (Autovía del Noroeste) unterquert und eine Anschlussstelle (Nr. 157) hat.
Bei Olmeda fanden am 19. Mai 1445 (Erste Schlacht bei Olmedo) und am 20. August 1467 bedeutende Schlachten statt.

## Galerie

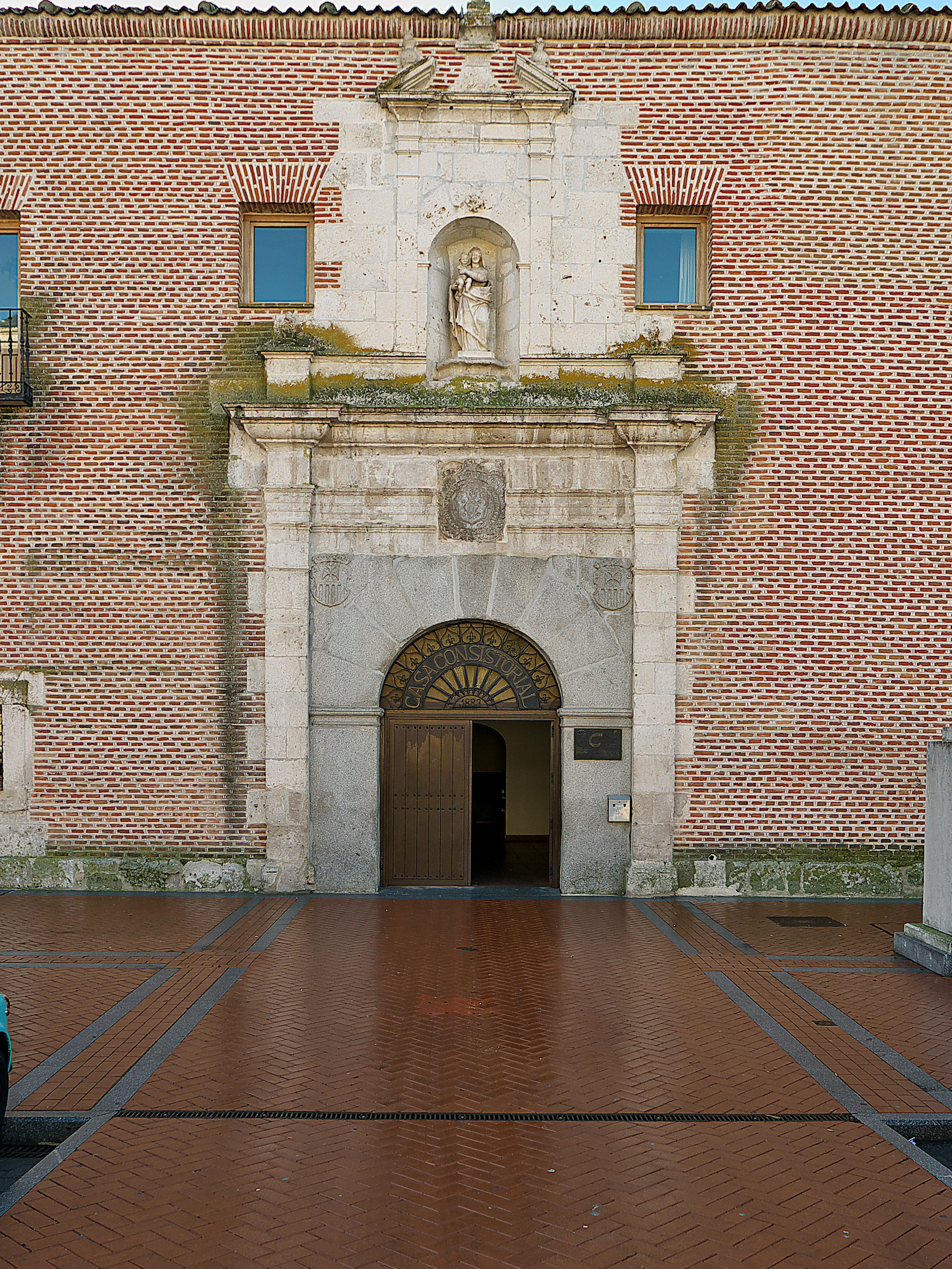
Convento de Nuestra Señora de la Merced.
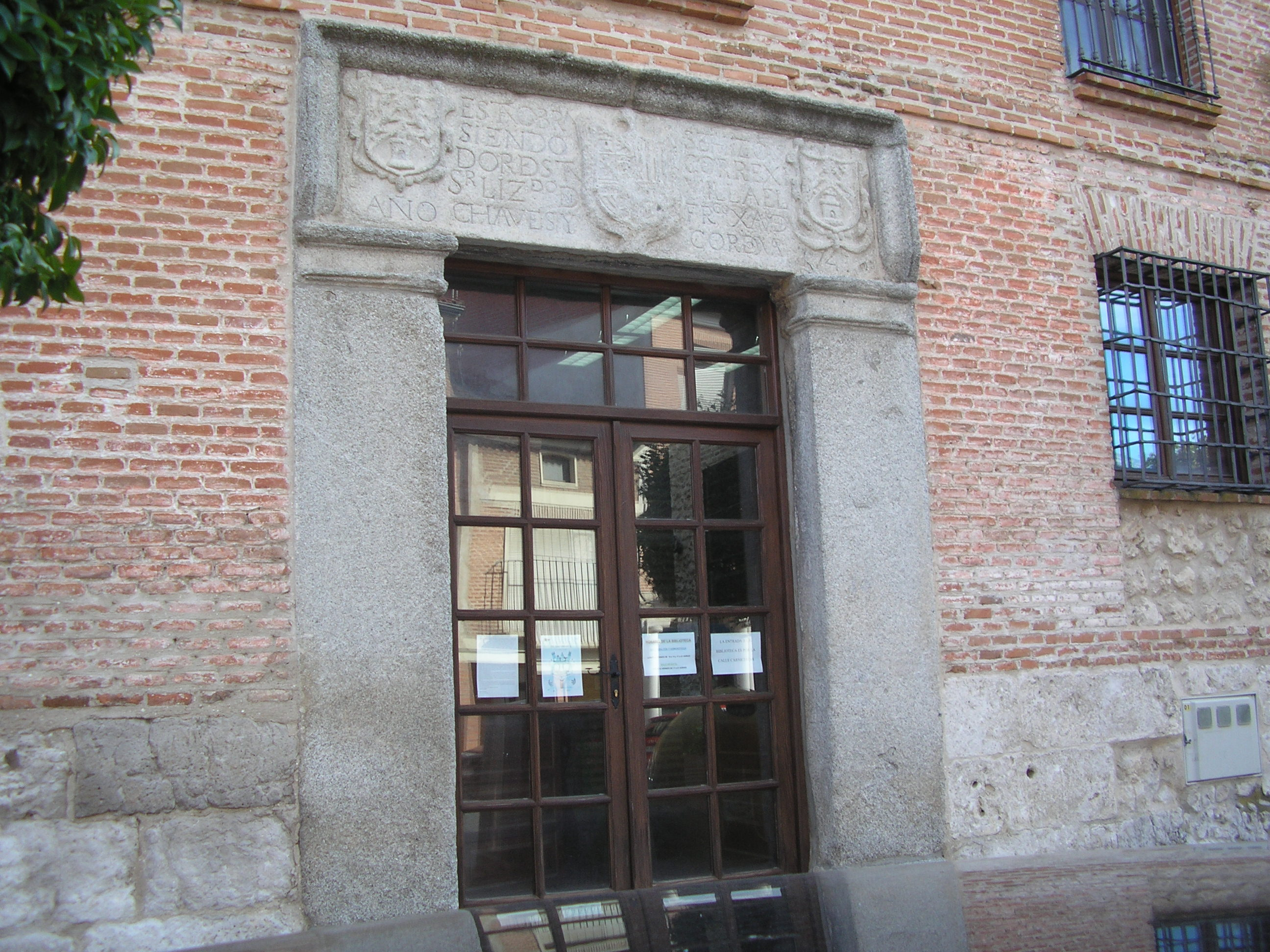
Städtische Bibliothek Fray Bartolomé de Olmedo
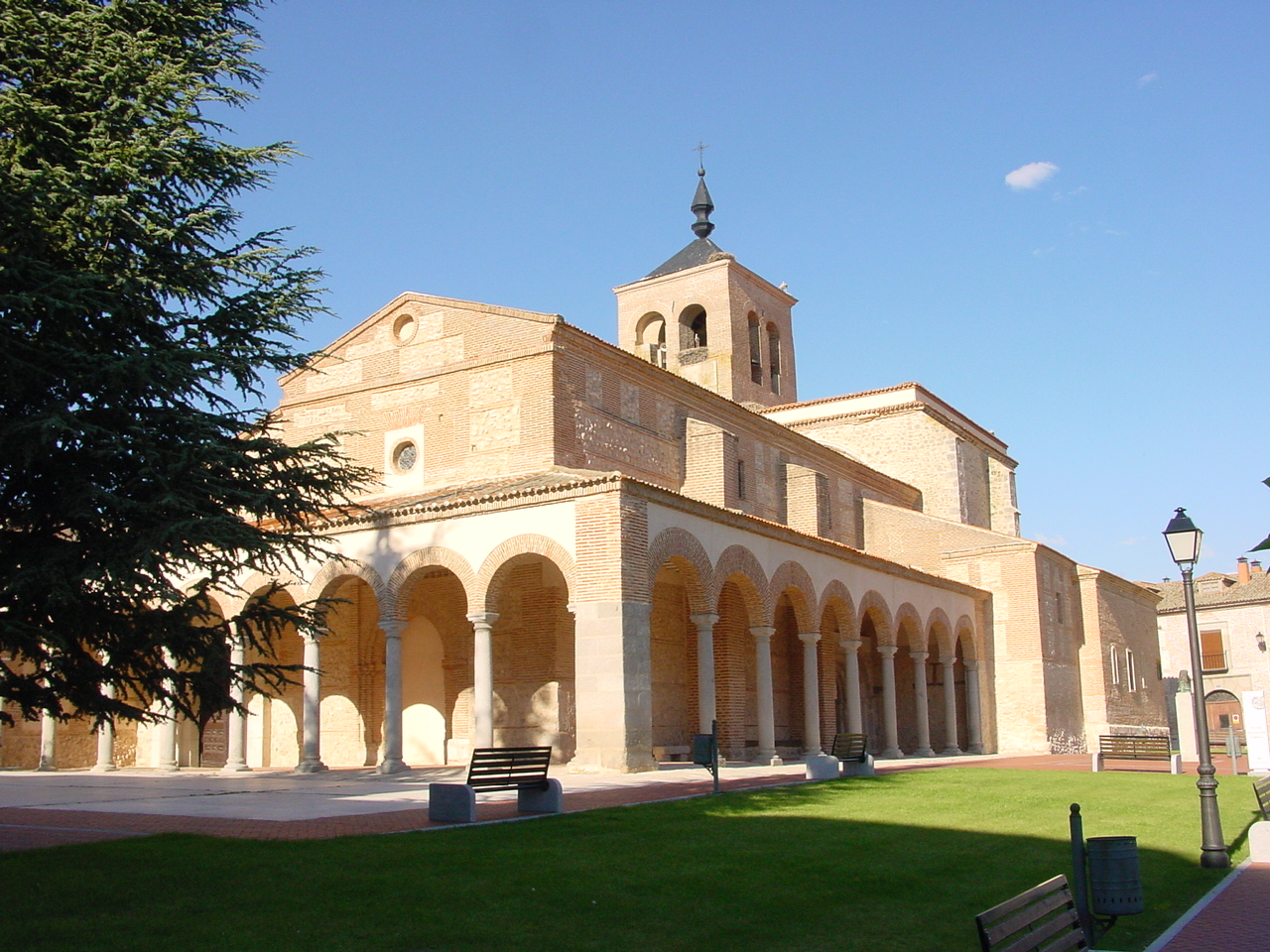
Kirche Santa María del Castillo
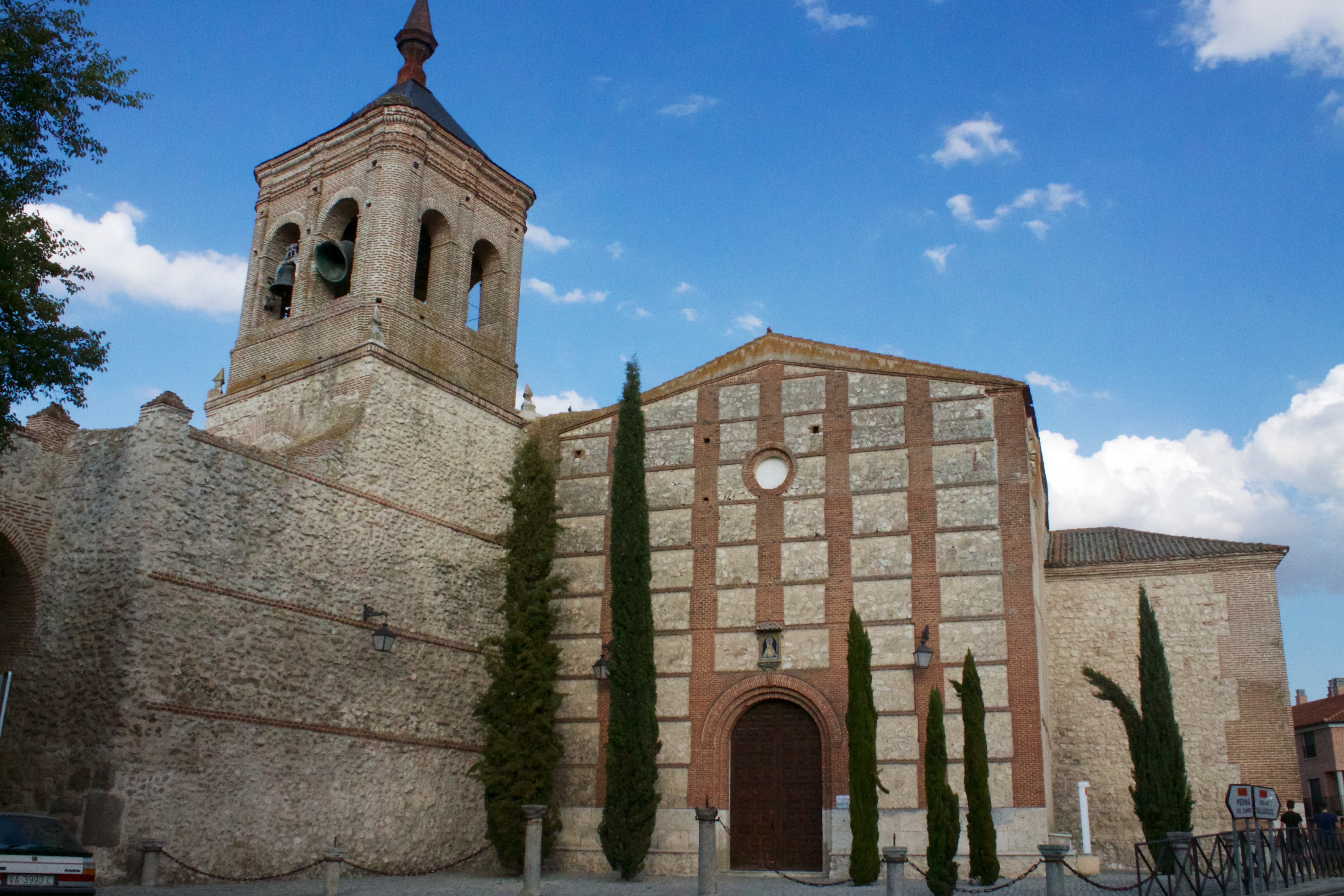
Kirche San Miguel

## Persönlichkeiten
- Miriam González Durántez (* 1968), Juristin, Unternehmerin und Bürgerrechtlerin